# Vincenzo Carafa (cardenal)
Vincenzo o Gianvincenzo Carafa (Nápoles, 1477 - ibíd, 28 de agosto de 1541) fue un prelado italiano.

## Biografía
Hijo de Fabrizio Carafa y de Aurelia de Tolomeis, en 1497 su tío el cardenal Oliviero Carafa renunció en su favor el obispado de Rímini, del que tomó posesión como administrador apostólico por no tener la edad canónica requerida. En 1505, también por renuncia del tío, fue arzobispo de Nápoles.  
Participó en el Concilio de Letrán V y tras la muerte del papa León X fue gobernador de Roma durante la celebración del cónclave de 1521-22 en que fue elegido Adriano VI.  
Clemente VII le creó cardenal en el consistorio de noviembre de 1527 celebrado durante su asedio en el Castillo Sant'Angelo por las tropas de Carlos V.  Recibió el titulus de Santa Pudenziana, aunque posteriormente optó por los de Santa Prisca, Santa Maria in Trastevere y Palestrina. 
Fue administrador de las diócesis de Anglona, Anagni y Acerra en distintos periodos, camarlengo del Colegio Cardenalicio en 1533, participó en el cónclave de 1534 en el que fue elegido papa Paulo III y durante las ausencias de éste para la tregua de Niza en 1538 ofició como su legado ad latere en Roma.  
Fallecido en 1541 con cerca de 74 años de edad, fue sepultado en la capilla del Succorpo de la catedral de Nápoles.